# Mornag
Mornag (arabe : مرناڨ) ou Cebalat Mornag (سبالة مرناڨ) est une ville de Tunisie située au sud-est de Tunis. Elle est le chef-lieu d'une délégation du gouvernorat de Ben Arous et le siège d'une municipalité comptant 30 058 habitants en 2014.

## Géographie
Mornag est principalement connu pour sa plaine agricole dédiée à la vigne et à l'olivier. Il s'agit de l'une des plus riches plaines de Tunisie qui s'étend sur 36 812 hectares dont 19 900 de terres cultivables. Dominée par un sommet, le Djebel Ressas (795 mètres), la commune est traversée par l'oued Miliane et l'oued El Hamma ainsi que par le canal Medjerda - Cap-Bon.

## Histoire
Al-Bakri raconte que le général Hassan Ibn Numan livra combat dans la plaine de Tunis aux Byzantins qui se repliaient, semble-t-il sur Carthage, dont le gouverneur Mornaco (nom en latin tardif) entre aussitôt en pourparlers avec les vainqueurs. Le gouverneur consent à livrer Carthage moyennant un établissement pour lui et sa famille dans cette plaine fertile au sud-est de Tunis qui porte aujourd'hui le nom de Mornag.

## Économie
Pour la viticulture, les AOC Mornag et Grand Cru Mornag comptent parmi les vins les plus réputés du pays.

## Personnalités
- René Tardy (1908-1943), résistant français et compagnon de la Libération, né à Mornag.